# Zoltán von Halmay
Zoltán von Halmay, né le 18 juin 1881 à Nagymagasfalu/Hochštetno et mort le 20 mai 1956 à Budapest, était un nageur hongrois. Il a participé à trois Jeux olympiques (1900, 1904 et 1908) et aux Jeux olympiques intercalaires de 1906.
Il mesurait 1,84 mètre pour 82,5 kg lors des Jeux olympiques de 1908.

## Palmarès

### Jeux olympiques d'été
- Jeux olympiques d'été de 1900 à Paris ( France)
  -  Médaille d'argent au 200 m nage libre
  -  Médaille d'argent au 4 000 m nage libre
  -  Médaille de bronze au 1 000 m nage libre
- Jeux olympiques d'été de 1904 à Saint Louis ( États-Unis)
  -  Médaille d'or au 50 yard nage libre
  -  Médaille d'or au 100 yard nage libre
- Jeux olympiques intercalaires de 1906 à Athènes ( Grèce)
  -  Médaille d'argent au 100 m nage libre
  -  Médaille d'or au relais 4 × 250 m nage libre
- Jeux olympiques d'été de 1908 à Londres ( Royaume-Uni)
  -  Médaille d'argent au 100 m nage libre[2].
  -  Médaille d'argent au relais 4 × 200 m nage libre